# Anopina arizonana
Anopina arizonana é uma mariposa da família Tortricidae. Pode ser encontrada no interior do sul da Colúmbia Britânica e em Waterton Lakes, Alberta, ao sul do Arizona.
A mariposa tem cerca de dezesseis milímetros.
As larvas possivelmente se alimentam de folhas mortas das espécies de Bétula e Salgueiro. As larvas são brancas, com uma cabeça laranja-amarelada a amarelo pálido, com algumas marcas mais escuras.